# Jerónimo de la Fuente
Jerónimo de la Fuente (Rosario, 24 de febrero de 1991) es un jugador internacional argentino de rugby que se desempeña como centro. Juega para USAP del Top 14 y es internacional con Los Pumas.

## Carrera
De la Fuente debutó en el rugby en Duendes Rugby Club en su ciudad natal de Rosario, en Argentina. Fue seleccionado para integrar el Pampas XV para disputar la Vodacom Cup 2013 en Sudáfrica y también llamado para una gira internacional por Australia en 2014.
De la Fuente jugó para los Jaguares de 2016 a 2020, cuando se mudó a Francia para jugar con el USA Perpignan.

## Carrera internacional
De la Fuente jugó para Argentina Sub-20 en el Campeonato Mundial Juvenil IRB 2011. Luego de lo mencionado, jugó al rugby representando a los Jaguares argentinos, además de formar parte de los Pumas 7s lo largo de 2012 y 2013 antes de finalmente hacer su debut con la selección absoluta en 2014.
Su primera aparición para Los Pumas llegó el 17 de mayo de 2014 contra Uruguay , logrando una semana más tarde convertir un try en su segundo partido internacional ante Chile . Posteriormente fue llamado para conformar el equipo de los Pumas para los partidos internacionales de mediados de 2014 en el que apareció dos veces en las derrotas ante Irlanda , pero no fue convocado contra Escocia.  A pesar de esto, fue nombrado en el plantel de 30 jugadores para el Rugby Championship 2014. No se lo seleccionó inicialmente para el primer partido Pumas contra los Springboks; sin embargo, tras una lesión de Juan Martín Hernández. Entonces De la Fuente fue al banco haciendo finalmente su debut en el campeonato como un substituto en el segundo tiempo en una derrota 6-13.

## Estadísticas a nivel selección
Argentina (hasta 2015)

#### En selecciones juveniles
| Año  | Selección juvenil | PJ | Pts. |
| ---- | ----------------- | -- | ---- |
| 2010 | Argentina Sub-19  | 1  | 5    |
| 2011 | Argentina Sub-20  | 7  | 5    |
| 2012 | Argentina A       | 8  | 15   |

#### En Rugby Sevens
| Período   | Selección 7s     | PJ | Pts. |
| --------- | ---------------- | -- | ---- |
| 2012-2013 | Sevens Argentina | 13 | 0    |

#### Selección mayor (Pumas)
| Año   | Competencia        | Partidos | Pts. | Try/conversión |
| ----- | ------------------ | -------- | ---- | -------------- |
| 2014  | Rugby Championship | 4        | 0    | 0              |
| 2014  | Test Match         | 5        | 10   | 2              |
| 2015  | Rugby Championship | 2        | 0    | 0              |
| 2015  | Test Match         | 2        | 10   | 2              |
| 2015  | Mundial            | 6        | 0    | 0              |
| 2016  | Test Match         | 8        | 5    | -              |
| Total | Total              | 27       | 25   | 4              |

### Clubes
| Período   | Club            | PJ                   | Pts     |
| --------- | --------------- | -------------------- | ------- |
| 2011-     | Duendes RC      | S/R                  | S/R     |
| 2013-2015 | Pampas XV       | 16                   | 25      |
| 2016-2020 | Jaguares (S.R.) | 11+2 (como suplente) | 8+1 try |
| 2020      | USAP            | 42                   | 35      |

*S/R: sin registro exacto.